# Архангельский, Александр Николаевич (протоиерей)
Алекса́ндр Никола́евич Арха́нгельский (1 февраля 1874, село Сошки, Тамбовская губерния — 2 августа 1930, окрестности Воронежа) — священнослужитель Русской православной церкви, протоиерей, был расстрелян. В 1992 году реабилитирован. Причислен к лику святых новомучеников и исповедников Российских на Юбилейном Архиерейском Соборе Русской православной церкви в августе 2000 года.

## Биография и служение
Родился 1 февраля 1874 года в селе Сошки Липецкого уезда Тамбовской губернии в семье псаломщика Николая Архангельского.
В 1896 году окончил Тамбовскую духовную семинарию, служил псаломщиком в храмах города Тамбова. Женился на Екатерине Капитоновне Алексеевой, дочери протоиерея.
В 1904 году Александр Архангельский был рукоположен в сан диакона в храме села Сторожевые Выселки, а через два года — в сан священника. К моменту рукоположения во священника у о. Александра было уже семеро детей, а когда в селе умерло двое крестьян, отец Александр взял себе на попечение ещё двоих сирот.
Был человеком аполитичным и в 1918 году избежал ареста. Когда представители власти пришли за священником, он ушёл из дома и скрывался по соседним деревням, впоследствии переехал в Воронеж.
С 1923 года — священник села Липовка Воронежской губернии, где прослужил два с половиной года.
С 1926 года — священник с. Мечетка Воронежской губернии.
В 1927 году был возведен в сан протоиерея, назначен настоятелем храма Успения Пресвятой Богородицы села Бутурлиновка Воронежской губернии и благочинным Бутурлиновского уезда.

## Расстрел
8 апреля 1930 года отца Александра вызвали на допрос. Вскоре он был арестован по обвинению в «принадлежности к церковно-монархической организации, ставившей своей целью поднятие восстания против советской власти и восстановление монархии». Священник проходил по групповому «Делу епископа Алексия (Буя). Воронеж, 1930 г.». Несмотря на устные и письменные пояснения отца Александра, 28 июля 1930 года Коллегия ОГПУ приговорила его к расстрелу. Расстрелян 2 августа 1930 года в десять часов вечера в окрестностях Воронежа.

## Реабилитация и канонизация
30 декабря 1992 года был реабилитирован Прокуратурой Воронежской области. Причислен к собору Воронежских святых и к лику святых новомучеников и исповедников Российских на Юбилейном Архиерейском Соборе Русской Православной Церкви в августе 2000 года от Воронежской епархии. Память совершается 2 августа.